# 内村遺跡
内村遺跡（うちむらいせき）は、秋田県仙北郡美郷町千屋字内村に所在する複合遺跡。縄文時代中期と平安時代を主時期とする集落遺跡。

## 概要
遺跡は水田に立地するが、扇状地の扇頂部にあるため、周囲よりも標高が高く、砂礫が卓越する地域であり、土耕や石拾いをおこなうたびに土器類も伴出していたことから「周知の遺跡」として遺跡地図には登載されていた。1980年（昭和55年）の県営圃場整備事業にかかるところから、それに先立って1978年に範囲確認調査と性格調査がおこなわれた。記録保存のための発掘調査（本調査）は、1980年に秋田県教育委員会（秋田県埋蔵文化財センター）によっておこなわれた。

## 調査成果
調査の結果、縄文時代前期中葉の遺物も出土したがその量は少なく、主として縄文時代中期と古代の遺跡であることが判明した。土器は大木10式土器を主体とし、炉は複式炉という東北地方南部に特徴的な遺構をともなっている。

### 縄文時代の遺構と遺物
縄文時代中期末葉と思われる竪穴建物跡17棟、炉跡16基、土坑4基を検出した。縄文中期中葉の土器も出土しており、わずかながら縄文時代前期中葉の土器、また。弥生土器も1点出土している。石器は石匙、石鏃、石槍、石錐、掻器などが出土している。
建物跡の平面形はその多くが直径約5メートルの円形を呈し、炉は石囲いで壁に近いところにつくられた複式炉である。磨消縄文のほどこされた深鉢形土器が出土し、縄文時代中期末葉の東北地方南部に特徴的な大木10式土器が多数出土した。建物は3棟だけ径8メートルとやや大形である。

### 平安時代の遺構と遺物
縄文時代中期末葉の遺構面の上方より、平安時代の竪穴建物跡3棟、土坑10基、焼土遺構10基を検出した。須恵器は少なく土師器主体であることから一般集落として位置づけられる。竪穴建物は一辺4メートル程度の方形を呈する。土師器は、坏、皿、甕、鉢、壺などの出土が多い。底部が回転糸切り離しになっていることから、ロクロ使用が裏付けられる。また、わずかではあるが当時としては高級品である緑釉陶器が出土している。なお、1978年の事前調査で銅鏡が出土している。平安時代中葉から後葉にかけての瑞花双鳥八陵鏡（和鏡）で、遺存状況はすこぶる良好である。

### その他
古銭が出土している。銭貨はすべて中国からの渡来銭で、その内訳は唐銭1枚、宋銭2枚、明銭1枚である。中世に使用されたものと考えられる。